# Loughborough
Loughborough je město v Anglii, se zhruba šedesáti tisíci obyvateli druhé největší město hrabství Leicestershire. Protéká jím řeka Soar. 

## Historie
Archeologickými nálezy je doloženo osídlení z předrománské doby. Písemně je sídlo poprvé zmíněno v Domesday Book roku 1086 pod názvem Lucteburne. Jako opevněné sídlo „Loughburc je uvedeno v listině z období vlády krále Jindřicha II. z roku 1186.
Od 13. století město bohatlo z obchodu s vlnou. Tržnice stojí na stejném místě, ale ve 20.-30. letech 20. století na ní vyrostly tržní budovy ve stylu art deco. 
Industrializace se do okresu dostala počátkem 19. století. V roce 1806 si John Heathcoat, vynálezce z Derbyshire, dal patentovat zdokonalení tkalcovského stavu, který umožňoval tkát rukavice s krajkovým vzorem. 
V roce 1841 uspořádal Thomas Cook z Leicesteru do Loughborough první skupinový turistický zájezd v historii. 
Město je známé díky strojírenské výrobě (montují se zde vagony) a zvonařské firmě John Taylor & Co, která patří mezi největší kovolitecké továrny této specializace na světě. Odlévají se zde zvonohry a zvony pro válečné památníky.

## Kultura a památky

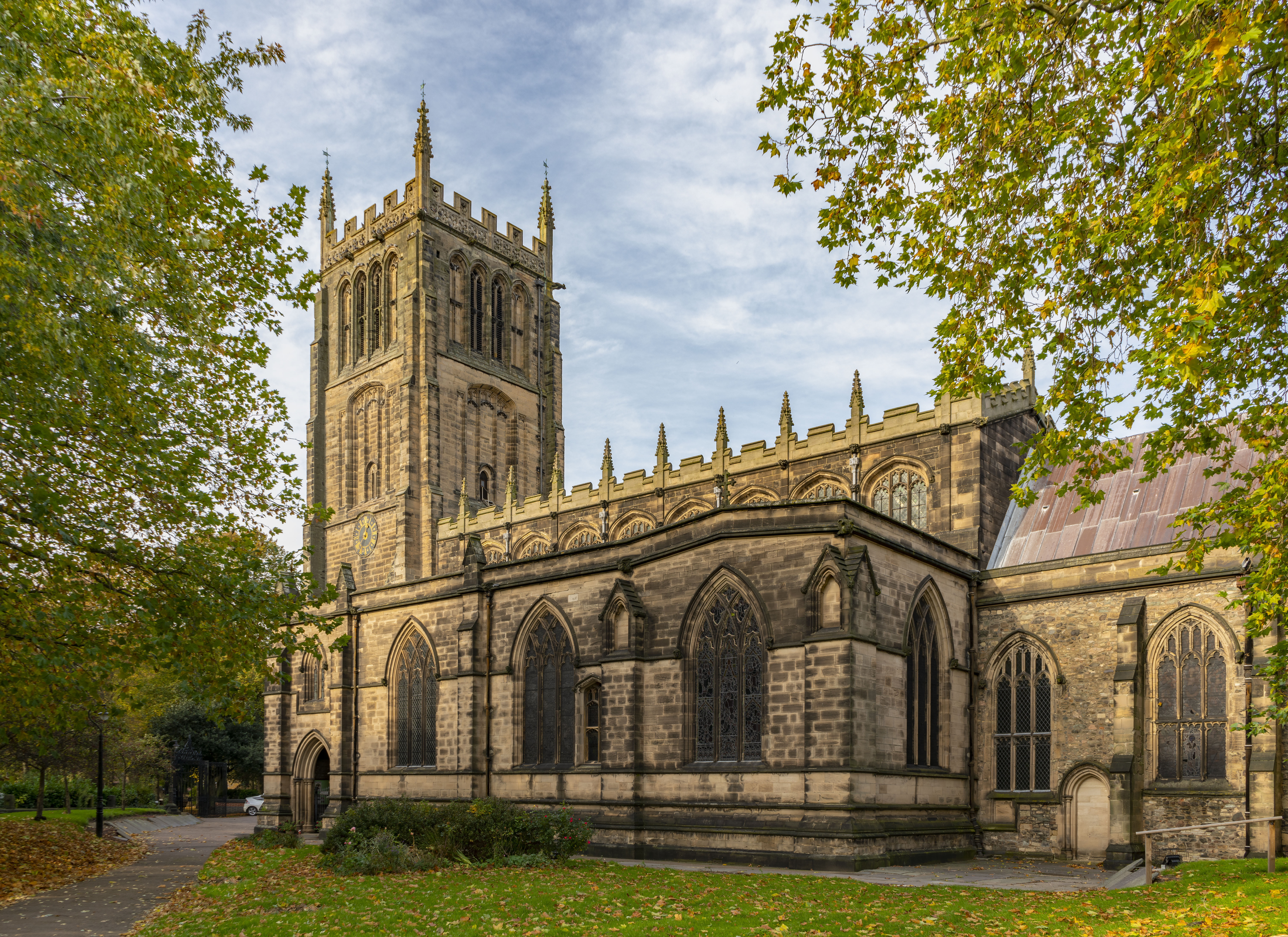
Farní kostel Všech svatých

- Parish Church of All saints - farní kostel Všech svatých na základech z 12.-13. století
- Radnice (foto v infoboxu)
- Queens Park se zvonicí a pomníkem padlým v první světové válce; zvonohra Carillon ve věži má 46 zvonů a je jedním z exponátů zdejšího válečného a vojenského muzea[2]
- Charnwood Museum – okresní vlastivědné muzeum

## Školství
- Loughborough University byla založena roku 1909 jako vysoká škola technická.

## Sport
- Hraje se zde mezinárodní tenisový turnaj GB Pro-Series Loughborough.
- Ve městě působí poloprofesionální fotbalový klub Loughborough Dynamo FC, který navazuje na historický klub Loughborough FC, který hrál v anglické lize v letech 1895–1900.

## Slavní rodáci
- John Cleveland (1613-1658) – britský básník
- Hamza Choudhury (* 1997) – britský profesionální fotbalista